# 겨울나비 잡기
《겨울나비》는 1984년 12월 30일에 MBC TV에서 방영되었던 베스트셀러극장이다.

## 출연
- 조경환
- 안소영
- 신충식
- 박광남
- 김용건
- 안재은
- 김길호
- 박원숙
- 박영지
- 박상규
- 이수나
- 박소현
- 김정
- 강용규
- 염태성
- 최영수